# 가네하나 신호장
가네하나 신호장(일본어: 金華信号場)은 일본 홋카이도 기타미시에 위치한 홋카이도 여객철도 세키호쿠 본선의 신호장이다.

## 역 구조
철도역 시절의 역번호는 A54였으며, 단선·섬식의 형태를 합친 2면 2선 구조의 복합 승강장을 갖춘 지상역이었다. 신호장 격하에 따라 승강장은 사용되지 않는다.
| 1 | ■ 세키호쿠 본선 | (상행) | 이쿠타하라 · 엔가루 · 아사히카와 방면 | 2016년 3월 26일 폐지됨 |
| 1 | ■ 세키호쿠 본선 | (하행) | 루베시베 · 기타미 · 아바시리 방면     | 2016년 3월 26일 폐지됨 |
| 2 | ■ 세키호쿠 본선 | (하행) | 루베시베 · 기타미 · 아바시리 방면     | 2016년 3월 26일 폐지됨 |

## 역 주변
- 국도 제242호선

## 역사
- 1914년 10월 5일 : 일본국유철도의 폰무카역(奔武華驛)으로서 개업. 일반역.
- 1951년 7월 20일 : 가네하나역으로 개칭.
- 1975년 12월 25일 : 화물 취급 폐지.
- 1983년 1월 10일 : 소화물 취급 폐지. CTC화 도입에 의해, 간이 위탁역화.
- 시기 불명 : 간이 위탁 폐지, 완전 무인화.
- 1987년 4월 1일 : 일본국유철도 분할 민영화에 의해 홋카이도 여객철도가 승계.
- 2000년 : 신설된 이웃 니시루베시베 역의 수요를 소화하기 위해 이 역에서 착발하는 열차가 운행하기 시작.[1]
- 2016년 3월 26일: 이용객 감소에 따라 여객 취급 폐지, 신호장으로 격하.

## 인접 역
| 세키호쿠 본선                    | 세키호쿠 본선   | 세키호쿠 본선                  |
| -------------------------------- | --------------- | ------------------------------ |
| A53 이쿠타하라 신아사히카와 방면 | ■ 세키호쿠 본선 | 니시루베시베 A55 아바시리 방면 |